# Crostau
Crostau (alt sòrab: Chróstawa) és un municipi alemany que pertany a l'estat de Saxònia. Comprèn els nuclis de Callenberg (Chemberk), Carlsberg, Halbendorf (Wbohow) i Wurbis.